# 1950–1951-es norvég labdarúgó-bajnokság (első osztály)
Az 1950–1951-es Hovedserien volt a 7. alkalommal megrendezett, legmagasabb szintű labdarúgó-bajnokság Norvégiában.
A címvédő a Fram Larvik volt. A szezont a Fredrikstad csapata nyerte, a bajnokság történetében negyedjére.

## Tabellák

### A csoport
| Hely. | Csapat          | M  | Gy | D | V | G+ | G– | Gk  | P  | Továbbjutás vagy kiesés |
| ----- | --------------- | -- | -- | - | - | -- | -- | --- | -- | ----------------------- |
| 1.    | Fredrikstad (B) | 14 | 10 | 3 | 1 | 44 | 14 | +30 | 23 | Továbbjutott a döntőbe  |
| 2.    | Vålerengen      | 14 | 7  | 5 | 2 | 35 | 21 | +14 | 19 |                         |
| 3.    | Sandefjord      | 14 | 5  | 4 | 5 | 24 | 23 | +1  | 14 |                         |
| 4.    | Viking          | 14 | 5  | 4 | 5 | 19 | 18 | +1  | 14 |                         |
| 5.    | Brann (F)       | 14 | 5  | 3 | 6 | 24 | 30 | −6  | 13 |                         |
| 6.    | Strømmen        | 14 | 5  | 3 | 6 | 22 | 29 | −7  | 13 |                         |
| 7.    | Lisleby (F, K)  | 14 | 3  | 3 | 8 | 21 | 35 | −14 | 9  | Kiesett                 |
| 8.    | Fram Larvik (K) | 14 | 2  | 3 | 9 | 14 | 33 | −19 | 7  | Kiesett                 |

### B csoport
| Hely. | Csapat              | M  | Gy | D | V  | G+ | G– | Gk  | P  | Továbbjutás vagy kiesés |
| ----- | ------------------- | -- | -- | - | -- | -- | -- | --- | -- | ----------------------- |
| 1.    | Odd (F)             | 14 | 7  | 6 | 1  | 31 | 13 | +18 | 20 | Továbbjutott a döntőbe  |
| 2.    | Lyn                 | 14 | 6  | 7 | 1  | 41 | 18 | +23 | 19 |                         |
| 3.    | Sparta              | 14 | 6  | 4 | 4  | 19 | 16 | +3  | 16 |                         |
| 4.    | Skeid               | 14 | 6  | 4 | 4  | 29 | 28 | +1  | 16 |                         |
| 5.    | Sarpsborg           | 14 | 4  | 5 | 5  | 20 | 21 | −1  | 13 |                         |
| 6.    | Ørn                 | 14 | 5  | 3 | 6  | 23 | 25 | −2  | 13 |                         |
| 7.    | Selbak (K)          | 14 | 3  | 5 | 6  | 22 | 25 | −3  | 11 | Kiesett                 |
| 8.    | Kristiansund (F, K) | 14 | 1  | 2 | 11 | 16 | 55 | −39 | 4  | Kiesett                 |

## Meccstáblázatok

### A csoport
| Hazai \ Vendég | SKB | FRA | FFK | LIS | SBK | STR | VIK | VIF |
| -------------- | --- | --- | --- | --- | --- | --- | --- | --- |
| Brann          | —   | 3–4 | 4–3 | 3–3 | 1–1 | 2–1 | 3–1 | 1–2 |
| Fram Larvik    | 1–2 | —   | 0–5 | 1–2 | 0–1 | 0–3 | 0–2 | 1–1 |
| Fredrikstad    | 4–0 | 1–1 | —   | 4–2 | 2–1 | 5–0 | 3–0 | 3–3 |
| Lisleby        | 1–2 | 2–2 | 1–2 | —   | 2–1 | 2–3 | 0–2 | 3–5 |
| Sandefjord     | 5–1 | 0–2 | 0–5 | 1–1 | —   | 2–2 | 0–0 | 5–3 |
| Strømmen       | 3–2 | 4–0 | 1–1 | 1–0 | 1–4 | —   | 0–1 | 2–2 |
| Viking         | 0–0 | 4–1 | 1–4 | 0–2 | 2–3 | 4–0 | —   | 0–0 |
| Vålerengen     | 1–0 | 3–1 | 0–2 | 8–0 | 1–0 | 4–1 | 2–2 | —   |

### B csoport
| Hazai \ Vendég | KRI | LYN  | ODD | ØRN | SAR | SEL | SKD | SPA |
| -------------- | --- | ---- | --- | --- | --- | --- | --- | --- |
| Kristiansund   | —   | 2–14 | 3–3 | 2–3 | 0–2 | 3–1 | 0–2 | 0–1 |
| Lyn            | 3–1 | —    | 0–0 | 1–1 | 2–2 | 4–1 | 3–3 | 2–0 |
| Odd            | 3–0 | 1–1  | —   | 2–0 | 6–1 | 3–2 | 5–2 | 0–0 |
| Ørn            | 3–1 | 1–3  | 0–2 | —   | 0–3 | 4–1 | 5–1 | 3–0 |
| Sarpsborg      | 4–0 | 1–1  | 0–3 | 1–1 | —   | 3–1 | 1–2 | 0–0 |
| Selbak         | 8–3 | 0–0  | 0–0 | 3–1 | 1–1 | —   | 3–1 | 1–2 |
| Skeid          | 1–1 | 3–6  | 1–1 | 4–0 | 3–1 | 0–0 | —   | 3–1 |
| Sparta         | 7–0 | 2–1  | 3–2 | 1–1 | 1–0 | 0–0 | 1–3 | —   |

## Döntő
- Odd 1–3 Fredrikstad
- Fredrikstad 4–2 Odd

0* A Fredrikstad csapata nyert 7–3-as összesítéssel